# Scuola pitagorica
La Scuola pitagorica (o Scuola italica), appartenente al periodo presocratico, fu fondata da Pitagora a Crotone intorno al 530 a.C., sull'esempio delle comunità orfiche e delle sette religiose d'Egitto e di Babilonia, terre che, secondo la tradizione, egli avrebbe conosciuto in occasione dei suoi precedenti viaggi di studio.
Intorno alla sua figura la scuola seguì le indicazioni di vita proprie del maestro, e si affermò anche in altre città della Magna Grecia, dando vita a un movimento filosofico, scientifico e politico fino a circa il 450 a.C.. La scuola di Crotone ereditò dal suo fondatore la dimensione misterica, ma anche l'interesse per la matematica, l'astronomia, la musica e la filosofia.

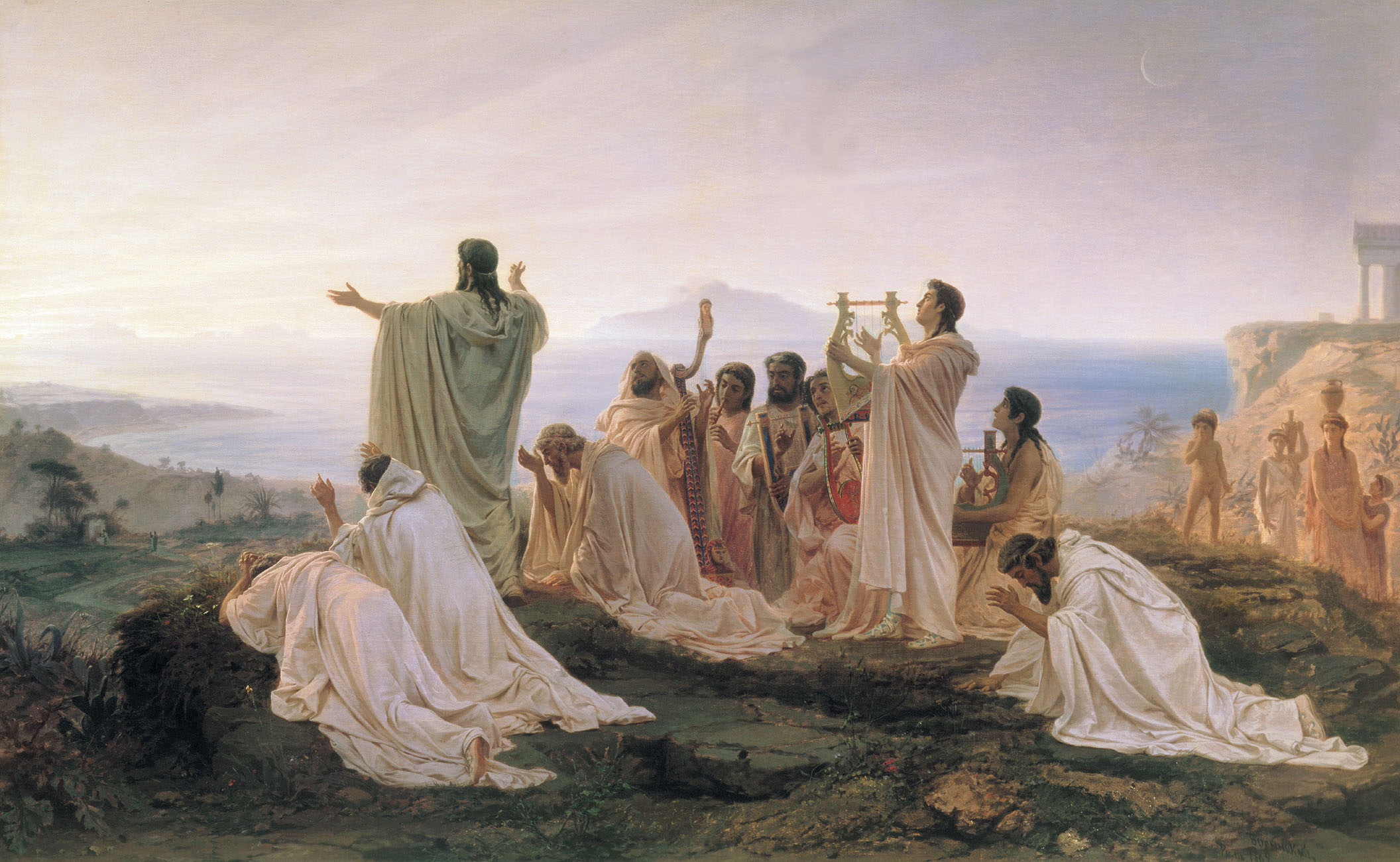
Pitagorici celebrano il sorgere del Sole, di Fëdor Bronnikov, 1869

## Ascendenze

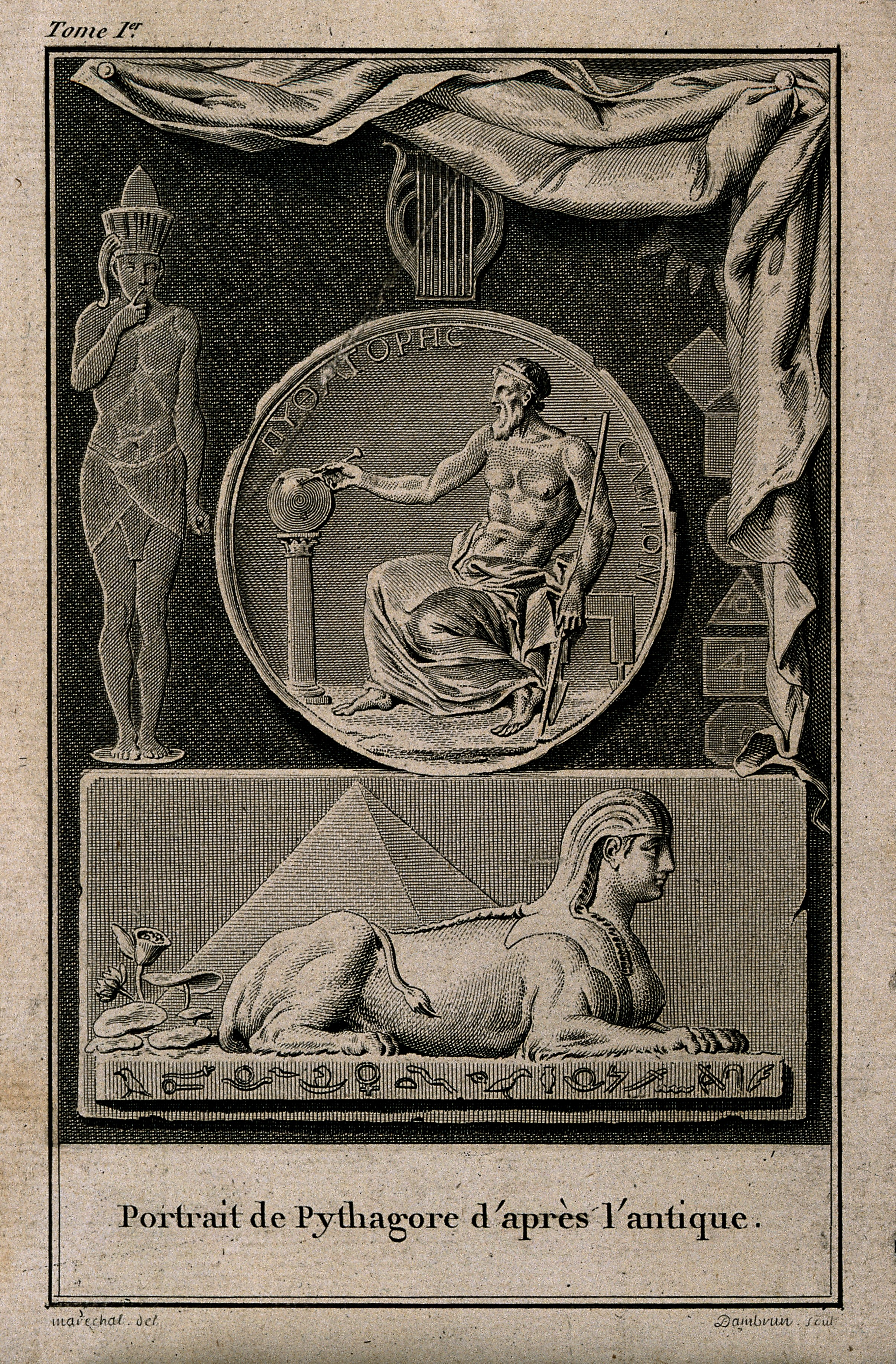
Pitagora in un'incisione di Jean Dambrun, tratta da un'immagine su una moneta romana.

Sembra accertato il rapporto tra Pitagora e le conoscenze misteriche orfico-dionisiache, rapporto testimoniato da numerose coincidenze tra le regole pitagoriche e il bios proprio dei misteri. Ione di Chio testimonierebbe la vicinanza di Pitagora agli orfici, e collegherebbe il saggio di Samo a Ferecide, successivamente indicato come suo allievo.
Erodoto si richiama esplicitamente a Pitagora in un passo celebre, quando, riferendosi al costume egiziano di indossare abiti di lana su gonne di lino, proibendo però l'ingresso della lana nei santuari o nelle sepolture, ne evidenzia l'influenza anche pitagorica. Al contempo Erodoto cita la dottrina della metensōmátōsis ovvero il trasferimento della psiché da un corpo a un altro, attribuendola agli Egizi, e diffusa da innominati Greci che la presentarono però come propria. È evidente in questo passo il riferimento alle dottrine orfiche, pitagoriche e alla "filosofia" di Empedocle. Tuttavia il riferimento agli Egizi è ritenuto errato dato che è escluso che tale cultura fosse in possesso di nozioni inerenti o equivalenti alla metensōmátōsis greca.
L'influenza di Pitagora si ritrova in un altro racconto di Erodoto, nel quale riferisce dei costumi dei Geti, un popolo tracio, che adorando il dio di nome Sálmoxis e che crede nell'immortalità, in quanto chi muore andrebbe a vivere con lui. Erodoto prosegue il racconto riferendo di alcune dicerie dei Greci dell'Ellesponto e del Ponto, secondo i quali tale Sálmoxis altri non sarebbe che un ex schiavo tracio di Pitagora che una volta reso libero e tornato alle sue terre, lì avrebbe trasferito usi e credenze greche, per poi costruirsi una stanza sotterranea, dichiarare di essere morto e ripresentarsi dopo tre anni come un redivivo. Ma Erodoto precisa anche di non credere a tale racconto e che probabilmente tale Sálmoxis sia vissuto ben prima di Pitagora.

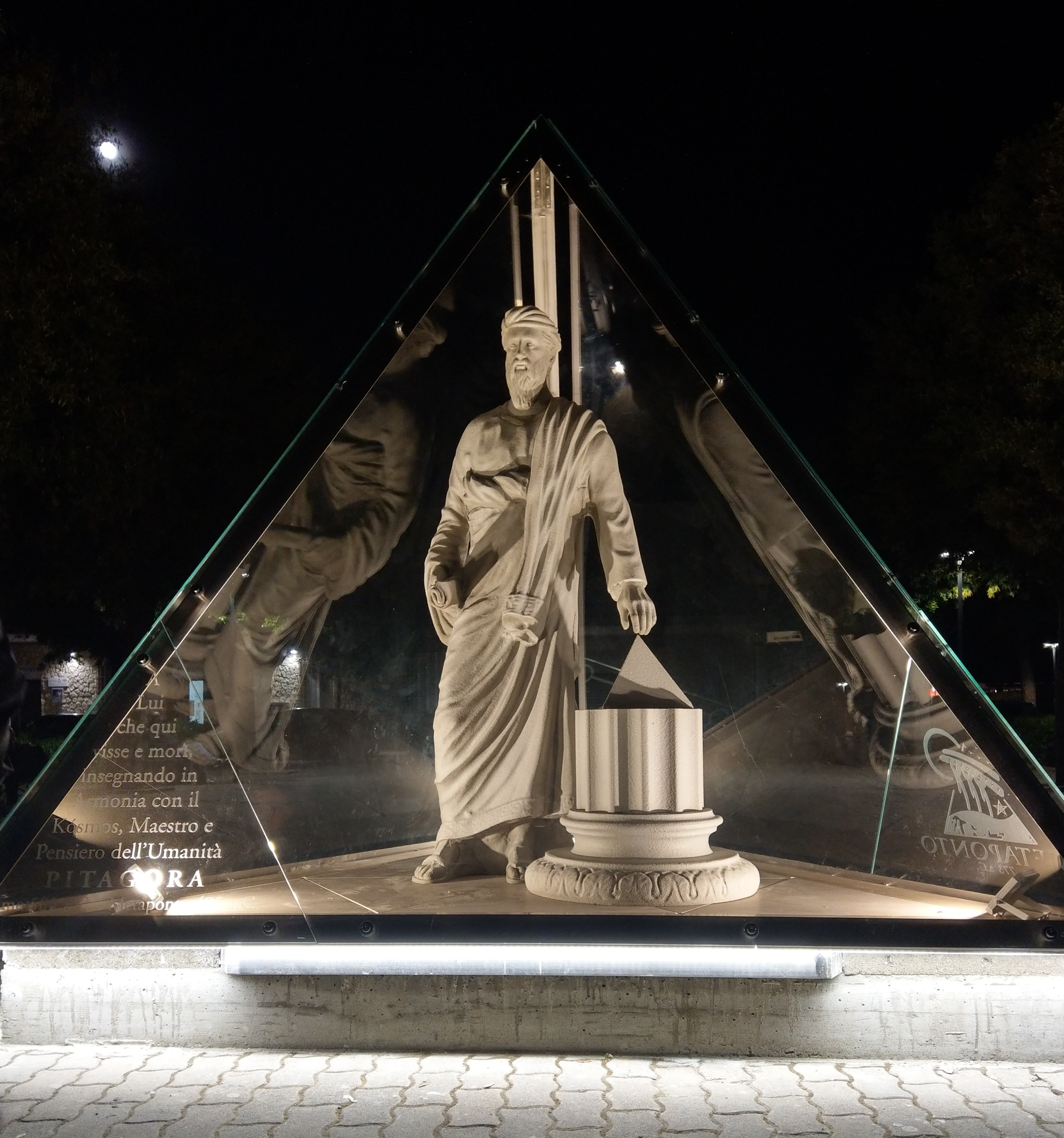
L'unico monumento in stile classico al mondo che raffigura il Maestro Pitagora nelle sue più probabili fattezze è posizionato nell'agorà di Metaponto dove l'illuminato di Samo insegnò, visse e morì.

## Setta esoterica, scientifica, aristocratica
(Giamblico, Vita di Pitagora, 227-228)
L'originalità della scuola consisteva nel presentarsi come setta esoterico-religiosa, come comunità scientifica, ed insieme partito politico aristocratico che sotto questa veste governò direttamente in alcune città dell'Italia meridionale.
La coincidenza dei tre diversi aspetti della scuola pitagorica si spiega con il fatto che l'aspetto religioso nasceva dalla convinzione che la scienza libera dall'errore, che era considerato una colpa, e quindi, attraverso il sapere, ci si liberava dal peccato dell'ignoranza, ci si purificava e ci avvicinava a Dio, l'unico che possiede tutta intera la verità: difatti l'uomo è "filosofo" (da φιλεῖν, fileîn, «amare», e σοφία, sofìa, «sapienza»), può solo amare il sapere, desiderarlo ma mai possederlo del tutto.
1. avviandoti al tempio inchinati, né t'occupare, con parole e con atti, d'altra faccenda lungo il cammino.
2. non devi entrare nel tempio e nemmeno solo inchinarti occasionalmente nel tuo cammino, neppure se ti trovi a passare proprio davanti alle sue porte.
3. sacrifica e inchinati scalzo.
4. evita le vie maestre, cammina per i sentieri.
5. astieniti dal melanuro: è sacro agli dèi sotterranei.
6. frena la lingua davanti agli altri, per deferenza verso gli dèi.
7. quando i venti spirano, venera Eco.
8. non attizzare il fuoco col coltello.
9. allontana da te ogni ampolla d'aceto.
10. aiuta l'uomo che si carica un fardello, non aiutare chi lo depone.
11. per calzarti avanza prima il piede destro, per il pediluvio il sinistro.
12. non parlare di cose pitagoriche al buio.
13. non squilibrare la bilancia.
14. partendo dalla patria non voltarti indietro, perché le Erinni ti seguono.
15. non orinare rivolto al sole.
16. non nettare la latrina con la fiaccola.
17. alleva il gallo, ma non ucciderlo; perché è sacro al Mese e al sole.
18. non sedere sul moggio.
19. non allevare animali con artigli ricurvi.
20. per strada, non dividere.
21. non accogliere rondini in casa.
22. non portare anello.
23. non incidere l'immagine di un dio in un anello.
24. non specchiarti a lume di lucerna.
25. non negar fede a cosa anche strana riguardo agli dèi e alle divine sentenze.
26. non abbandonarti a riso incontenibile.
27. durante un sacrificio non tagliarti le unghie.
28. non porgere con facilità la destra a chiunque.
29. quando ti alzi arrotola le coperte e riordina il luogo.
30. non masticar cuore.
31. non mangiare cervello.
32. sui tuoi capelli e unghie tagliate, sputa.
33. non cibarti di eritino.
34. cancella l'impronta della pentola dalla cenere.
35. per aver figli non unirti a donna ricca.
36. preferisci il motto: "una figura e un passo" al motto: "una figura e un triobolo".
37. astieniti dalle fave.
38. coltiva la malva, ma non mangiarne.
39. astieniti dal cibarti di esseri animati.

La partecipazione alla scuola implicava infine che gli iniziati che la frequentavano avessero disponibilità di tempo e denaro per trascurare ogni attività remunerativa e dedicarsi interamente a complessi studi: da qui il carattere aristocratico del potere politico che i pitagorici ebbero fino a quando non furono sostituiti dai regimi democratici.
Si dice che Pitagora avesse interpellato a Delfi l'Oracolo del Dio Apollo che gli aveva predestinato la città di Crotone come sede della sua scuola che quindi nasceva per volontà del dio.
Crotone si presentava adatta poiché era già una città dove si era sviluppata una cultura scientifica-medica e dove Pitagora grazie al suo sapere, riuscì a guadagnarsi i favori del popolo che governò per molto tempo.
La scuola poteva essere frequentata anche dalle donne. 
Pitagora stesso, narra Aristosseno, avrebbe appreso gran parte delle dottrine morali ed i segreti dell'ascesi e della theurgia da Temistoclea, sacerdotessa di Delfi.
Clemente Alessandrino nelle sue Stromata (al libro XVI) attesta l'eccellenza delle donne pitagoriche, annoverando Teano, di origine crotoniate, tra coloro che appartennero alla scuola; costei sarebbe quindi stata una delle prime figure femminili della storia della filosofia.
Alla scuola si deve l'introduzione della nozione di esoterismo in Occidente: essa infatti offriva due tipi di lezione, una pubblica (o exoterica, cioè rivolta all'esterno), ed una privata (appunto esoterica, chiusa nel suo interno).
Durante quella pubblica, seguita dalla gente comune, il maestro spiegava nel modo più semplice possibile, così che fosse comprensibile a tutti, la base della sua filosofia basata sui numeri. Quella privata era invece di più alto livello e veniva seguita prevalentemente da eletti iniziati agli studi matematici.
Secondo la tradizione risalente a Giamblico e Porfirio questa differenze diede luogo a una divisione tra i discepoli, in due gruppi:
- I matematici (μαθηματικοί, mathematikoi da μάθημα «scienza»), ovvero la cerchia più stretta dei seguaci, i quali vivevano all'interno della scuola, si erano spogliati di ogni bene materiale,[16] che veniva messo in comune,[17] non mangiavano carne ed erano obbligati al celibato. I "matematici" erano gli unici ammessi direttamente alle lezioni di Pitagora con cui potevano interloquire. A loro era imposto l'obbligo del segreto, in modo che gli insegnamenti impartiti all'interno della scuola non diventassero di pubblico dominio;
- Gli acusmatici (ἀκουσματικοί, akusmatikoi da ἄκουσμα «insegnamento orale»), ovvero la cerchia più esterna dei seguaci, ai quali non era richiesto di vivere in comune, o di privarsi delle proprietà e di essere vegetariani, avevano l'obbligo di seguire in silenzio le lezioni del maestro. Gli acusmatici inoltre non potevano vedere il maestro, ma soltanto udirne la parola, in quanto teneva le sue lezioni nascosto da una tenda.

L'ingresso nella cerchia più interna era rigidamente regolato, essendo riservato a spiriti eletti che dovevano anzitutto corrispondere a criteri di fisiognomica, riguardante sia l'aspetto che il portamento, per poi sottostare ad un periodo di valutazione di tre anni, seguiti da cinque anni di silenzio per imparare l'autocontrollo. 
Tra i "matematici" si possono annoverare figure come quella di Archita di Taranto, Filolao ed Eurito, mentre tra i loro oppositori si collocano Diodoro di Aspendo e Licone.
Il carattere religioso dogmatico dell'insegnamento è confermato dal fatto che la parola del maestro non poteva essere messa in discussione: a chi obiettava si rispondeva: «αὐτὸς ἔφη» (traslitterato: «autòs èphē») (l'«ipse dixit» latino), «l'ha detto proprio lui» e quindi era una verità indiscutibile.
Nelle sue lezioni, che si tenevano nella "Casa delle Muse", un imponente tempio all'interno delle mura cittadine, in marmo bianco, circondato da giardini e portici, Pitagora ribadiva spesso il concetto che la medicina fosse salute e armonia, invece la malattia disarmonia. Quindi l'obiettivo principale della medicina pitagorica era di ristabilire l'armonia tra il proprio corpo e l'universo.
Poiché i pitagorici erano sostenitori delle teorie orfiche dell'immortalità dell'anima e della metempsicosi, ritenevano che per mantenerla pura e incontaminata occorresse svolgere delle pratiche ascetiche, sia spirituali che fisiche consistenti in solitarie passeggiate mattutine e serali, nella cura del corpo e nell'esecuzione di esercizi quali corsa, lotta, ginnastica e nella pratica di diete costituite da cibi semplici e senza l'assunzione di vino.
È celeberrima l'idiosincrasia di Pitagora e della sua Scuola per le fave: non solo si guardavano bene dal mangiarne, ma evitavano accuratamente ogni tipo di contatto con questa pianta. Secondo la leggenda, Pitagora stesso, in fuga dagli scherani di Cilone di Crotone, preferì farsi raggiungere ed uccidere piuttosto che mettersi in salvo attraverso un campo di fave.

### Una comunità tribalistica
Secondo Karl Popper la setta pitagorica aveva caratteristiche tribalistiche che si evidenziavano nella prescrizione e osservanza di dogmi e tabù tipici della mentalità di questi gruppi esclusivisti. A questo proposito John Burnet, nella sua opera Early Greek Philosophy, riprendendolo dal Diels indica un elenco di quindici tabù «di tipo assolutamente primitivo» imposti da Pitagora che per questo diviene un personaggio a metà tra il filosofo e lo sciamano:
1. Astieniti dalle fave
2. Non raccogliere ciò che è caduto
3. Non toccare un gallo bianco
4. Non spezzare il pane
5. Non scavalcare le travi
6. Non attizzare il fuoco con il ferro
7. Non addentare una pagnotta intera
8. Non strappare le ghirlande
9. Non sederti su di un boccale
10. Non mangiare il cuore
11. Non camminare sulle strade maestre
12. Non permettere alle rondini di dividersi il tuo tetto
13. Quando togli dal fuoco la pignatta non lasciare la sua traccia nelle ceneri, ma rimescolale
14. Non guardare in uno specchio accanto ad un lume
15. Quando ti sfili dalle coperte, arrotolale e spiana l'impronta del corpo.

(«Si noti come la regola 4 e 7.prescrivono che il pane venga tagliato e non spezzato o mangiato intero»)

#### Il divieto delle fave
(Giamblico, Vita di Pitagora, in Summa pitagorica, traduzione di Francesco Romano, Bompiani, Milano, 2006 (109, p. 163))

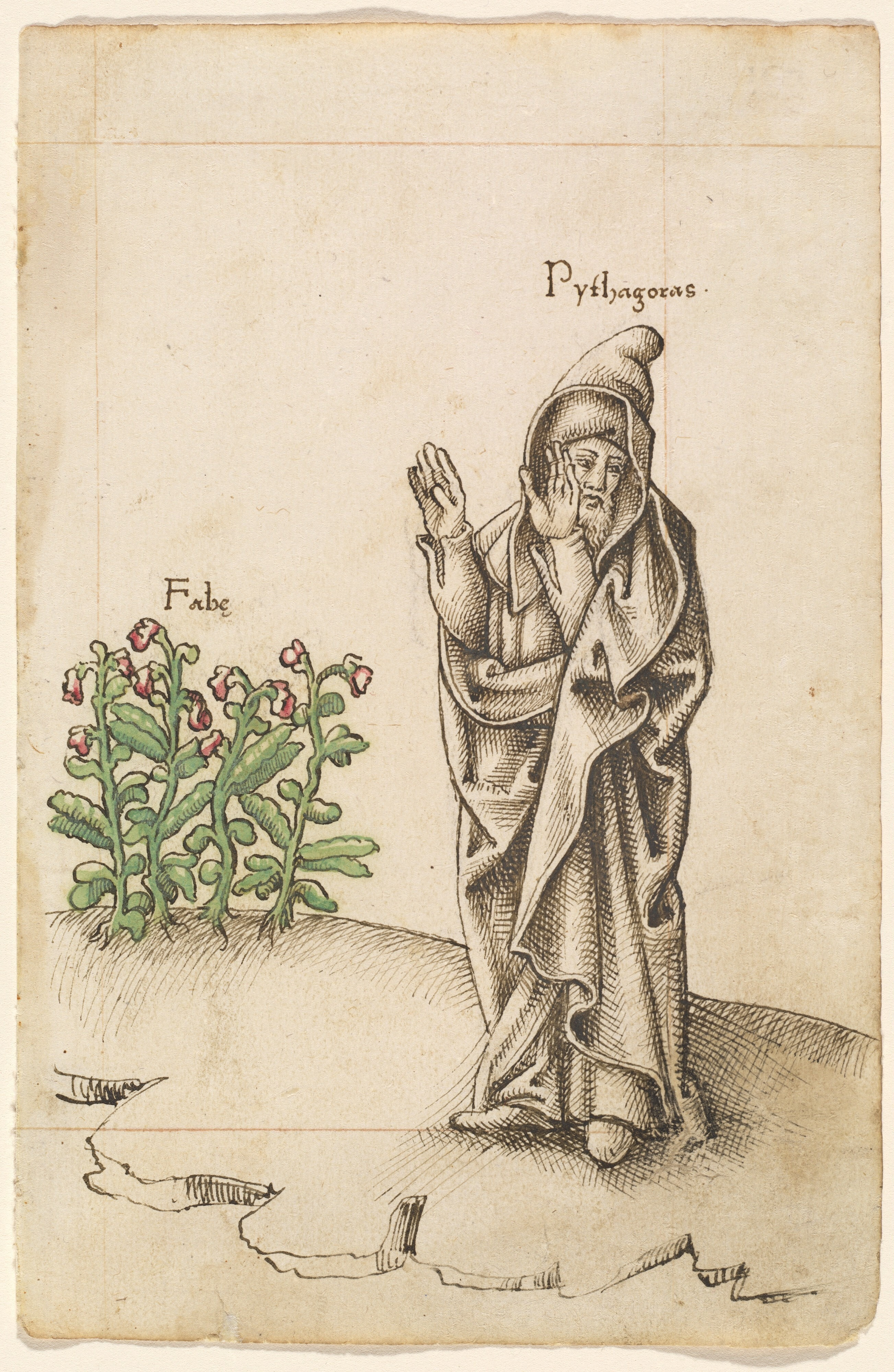
Pitagora rifugge le fave in fiore (Autore francese, XVI secolo)

Tra le diverse prescrizioni la più variamente interpretata è stata quella riguardante l'astensione dal consumo delle fave:

### Gli aneddoti
Le fave assumono il ruolo di causa della morte, tramandata in diverse varianti, di Pitagora che in fuga per ragioni politiche verso il Metaponto si trovò costretto ad attraversare un campo di fave e per evitarlo («meglio essere catturato che calpestare [fave]!» si fermò facendosi raggiungere e uccidere dai suoi nemici.
Una situazione simile fu quella raccontata a proposito dei discepoli di Pitagora, anch'essi fuggitivi, che si trovarono dinanzi l'ostacolo per loro insormontabile di un campo di fave in fiore che li costrinse a fermarsi e a essere raggiunti e uccisi dai loro inseguitori i quali invece risparmiarono la vita al pitagorico Milliade di Crotone e a sua moglie incinta portandoli dinanzi al tiranno Dionigi che chiese al prigioniero quale fosse la ragione del divieto di calpestare le fave. Milliade, e anche sua moglie, benché torturata, si rifiutarono di rivelare il segreto e quindi furono soppressi. L'uccisione dei due pitagorici per Giamblico (250 circa – 330 circa) significava come fosse «difficile per i pitagorici fare amicizia con estranei» e l'importanza della segretezza e del silenzio «perché il dominio della lingua è il più difficile di tutti gli sforzi di auto-dominio»
Un altro aneddoto collegato al divieto delle fave testimonia della capacità di Pitagora di parlare agli animali come quando, avendo visto un bue che pascolava in un campo di fave, gli si rivolse sussurrandogli all'orecchio di non mangiarne. Il bue obbedì e non ne mangiò più durante tutta la sua lunga vita che si svolse vicino al santuario di Hera presso Taranto dove veniva nutrito dai visitatori che lo consideravano "sacro".

### Nelle fave lo spirito vitale
Secondo Porfirio (233/234–305 circa), filosofo neoplatonico, teologo allievo di Plotino e astrologo, nel caos originario dell'universo tutte le cose erano insieme mescolate «seminate insieme e insieme in decomposizione» e «A quel tempo dallo stesso materiale putrefatto sono spuntati esseri umani e fave». Infatti: 
Per i Pitagorici dunque esisterebbe una specie di parentela tra le fave e gli esseri umani per cui, come riferisce anche Plinio, essi pensavano che le fave fossero dotate di anima ("soffio vitale" - psyché). Questo sarebbe dimostrato dall'alimentazione delle fave che procura flatulenze, cioè "soffi", impuri tanto che gli addetti alle funzioni sacre, in Grecia, come in India, dovevano astenersi per un certo periodo, dal mangiare fave ed anche in Roma sussistevano prescrizioni di non mangiare fave. Scrive Cicerone:
E Plinio il Vecchio: 

### La rinascita delle anime
La dottrina della metempsicosi secondo la tradizione viene solitamente riferita ai pitagorici:
Aristotele cita la metempsicosi come un "mito" della scuola pitagorica mentre Platone, il più noto per la sua dottrina della trasmigrazione delle anime non nomina mai Pitagora ma piuttosto indica Filolao, membro della scuola pitagorica.
Alcuni versi di Senofane, riportati da Diogene Laerzio alludono alla metempsicosi riferendola a un aneddoto con protagonista Pitagora:
Oltre a questo riferimento lo stesso Diogene Laerzio scrive:
Secondo lo studioso svizzero Christoph Riedweg, filologo classico e specialista di Pitagora, che ha cercato, in Pythagoras: Leben, Lehre, Nachwirkung (Monaco, 2002) di ricostruirne i lineamenti storici, il divieto delle fave, assieme alle varie interpretazioni di natura "totemistica", sanitaria o ricollegabile a somiglianze fisiche, è da rapportarsi alla dottrina della rinascita delle anime come attestano sia un verso attribuito ad Orfeo, la figura simbolo a cui fanno capo i Misteri orfici, citato da Eraclide Pontico che lo riferisce a Pitagora («È uguale mangiare fave e mangiare le teste dei propri genitori»), sia un frammento di Empedocle che condivide la dottrina della trasmigrazione delle anime («Sciagurati, assolutamente sciagurati, tenete lontane le vostre mani dalle fave») che ritornano sulla terra proprio durante le fioritura delle fave, quando «vengono alla luce dalle dimore dell'Ade»
Altre moderne interpretazioni risalgono a quella di Gerald Hart, secondo cui il favismo era una malattia diffusa nella zona del crotonese e ciò conferirebbe al divieto una motivazione profilattica-sanitaria. Dunque Pitagora viveva in zone di favismo diffuso, e da questo nasceva la sua proibizione igienica; ma perché i medici greci non avevano identificato questa patologia? Nell'esperienza quotidiana le fave erano un cardine dell'alimentazione che tutt'al più causava flatulenze e insonnia e se qualcuno che aveva mangiato fave contemporaneamente si ammalava i due fatti non venivano collegati. Se dunque Pitagora dell'astenersi dal mangiare fave ne fa addirittura un precetto morale è perché i greci del VI secolo a.C. avevano un modo diverso dal nostro di considerare le malattie: le riferivano alla religione, per cui, come ha messo in luce Claude Lévi-Strauss, le fave erano considerate connesse al mondo dei morti, della decomposizione e dell'impurità, dalle quali il filosofo si deve tenere lontano.

### L'illuminista Aristosseno
In opposizione a tutta la tradizione è da ultimo da considerare la testimonianza di Aristosseno (IV secolo a.C.), che afferma che Pitagora apprezzasse nutrirsi di fave per il loro effetto lassativo e che non proibisse l'alimentazione della carni se non quella del bue per aratro e dell'ariete. Queste affermazioni del pitagorico tarantino sono collegabili al suo errore nell'aver identificato la data del 360 a.C. come quella che aveva segnato la fine della scuola pitagorica che invece continuava ad avere esponenti che risalgono alla seconda metà del IV secolo a.C. Quindi probabilmente Aristosseno, seguace prima del pitagorismo e poi scolaro di Aristotele, della prima generazione che seguì a quella del maestro, aveva l'intento di "razionalizzare" la dottrina pitagorica e non aveva identificato quei pitagorici "tradizionalisti" che continuavano a seguire gli antichi precetti del maestro.

## Contributi alla matematica

Il teorema di Pitagora, che possedeva un profondo significato esoterico.

La chiarificazione della natura dei numeri si pose come domanda imprescindibile a Pitagora e ai suoi seguaci. Essi si interrogarono sulle proprietà dei numeri pari e dispari, dei numeri triangolari e dei numeri perfetti e lasciarono un'eredità duratura a coloro che si sarebbero occupati di matematica.
Secondo il mito, ai pitagorici si devono le seguenti scoperte:
- che la somma degli angoli interni di un triangolo è pari a due angoli retti. Più in generale, nel caso di un poligono di n lati la somma degli angoli interni è uguale a 2n-4 angoli retti;
- che in un triangolo rettangolo, il quadrato costruito sull'ipotenusa è equivalente alla somma dei quadrati costruiti sui cateti, ossia l'enunciato (ma non la dimostrazione) del teorema noto come teorema di Pitagora[50][51];
- la soluzione geometrica di alcune equazioni algebriche;
- la scoperta dei numeri irrazionali (tenuta nascosta poiché contraddiceva la teoria pitagorica secondo cui tutte le quantità possibili sono esprimibili come frazioni[52]);
- la costruzione dei solidi regolari.

## L'aritmogeometria
(Aristotele, Metafisica, I, 5, 986a)
Tra le pratiche per la purificazione del corpo e dell'anima i pitagorici privilegiavano la musica che li portò a scoprire il rapporto numerico alla base dell'altezza dei suoni (ossia alla frequenza dell'onda acustica) che, secondo la leggenda, Pitagora trovò riempiendo con dell'acqua un'anfora che percossa emanava una nota, poi togliendo una parte ben definita dell'acqua, otteneva la stessa nota ma minore di un'ottava.
È probabile che proprio da queste esperienze musicali nacque nei pitagorici l'interesse per l'aritmetica concepita come una teoria dei numeri interi che essi ritenevano non un'entità astratta bensì concreta; i numeri venivano visti come grandezze spaziali, aventi una stessa estensione e forma ed erano infatti rappresentati geometricamente e spazialmente (l'uno era il punto, il due la linea, il tre la superficie, il quattro il solido.)

Tetraktys

Pitagora formulò inoltre l'importante teoria della tetraktys. Etimologicamente il termine significherebbe "numero quaternario". Per i Pitagorici la tetraktys rappresentava la successione aritmetica dei primi quattro numeri naturali (o più precisamente numeri interi positivi), un «quartetto» che geometricamente «si poteva disporre nella forma di un triangolo equilatero di lato quattro», alla cui base erano quattro punti che decrescevano fino alla punta; la somma di tutti i punti era dieci, il numero perfetto composto dalla somma dei primi 4 numeri (1+2+3+4=10), che combinati tra loro definivano le quattro specie di enti geometrici: il punto, la linea, la superficie, il solido.
La tetraktys aveva un carattere sacro e i pitagorici giuravano su di essa. Era inoltre il modello teorico della loro visione dell'universo, cioè un mondo non dominato dal caos delle forze oscure, ma da numeri, armonia, rapporti numerici.
Questa matematica pitagorica che è stata definita un'"aritmogeometria" agevolò la concezione del numero come archè, principio primo di tutte le cose.
Fino ad allora i filosofi naturalisti avevano identificato la sostanza attribuendole delle qualità: queste però, dipendendo dalla sensibilità, erano mutevoli e mettevano in discussione la caratteristica essenziale della sostanza: la sua immutabilità.
I pitagorici ritenevano di superare questa difficoltà evidenziando che se è vero che i principi originari mutano qualitativamente essi però conservano la quantità che è misurabile e quindi traducibile in numeri, vero ultimo fondamento della realtà.
Affermava Filolao: «Tutte le cose che si conoscono hanno numero; senza questo nulla sarebbe possibile pensare né conoscere.»
Secondo i pitagorici esiste una coppia di principi.
- L'Uno, o principio limitante
- La Diade, o principio di illimitazione

Tutti i numeri risultano da questi due principi: dal principio limitante si hanno i numeri dispari, da quello illimitato i numeri pari. Una rappresentazione grafica di questi principi è la seguente.
I numeri pari, così disposti, fanno pensare ad un'"apertura": lasciando passare qualcosa che li attraversi danno l'idea dell'illimitatezza, e dunque erano considerati imperfetti, poiché solo ciò che è limitato è compiuto, non manca di nulla e quindi è perfetto. 
|   |   |   |
| - | - | → |
|   |   |   |

Al contrario i numeri dispari sono chiusi, limitati, e dunque perfetti. 
|   |   |   |  |
| - | - | → |  |
|   |   |   |  |

Poiché i numeri si dividono in pari e impari, e poiché i numeri rappresentano il mondo, l'opposizione tra i numeri si riflette in tutte le cose. La divisione tra i numeri porta quindi ad una visione dualistica del mondo, e la suddivisione della realtà in categorie antitetiche.
Sono state individuate 10 coppie di contrari, conosciuti come "opposti pitagorici" che Aristotele individua come "principi"
1. Limitato-Illimitato
2. Dispari-Pari
3. Unità-Molteplicità
4. Destra-Sinistra
5. Maschio-Femmina[60]
6. Quiete-Movimento
7. Retta-Curva
8. Luce-Tenebre
9. Bene-Male
10. Quadrato-Rettangolo[61]

Non bisogna invertire l'ordine dentro una coppia di contrari (es. Bene-Male → Male-Bene) poiché ognuno è legato al contrario corrispondente nelle altre coppie.

### Numeri importanti

Pentagramma iscritto in un pentagono: i pitagorici usarono questo simbolo come un segno segreto per riconoscersi tra di loro. Rappresenta la pentade, il numero cinque

- 1, o Monade. Indica l'Uno, il principio primo. Considerato un numero né pari né dispari, ma pari-mpari. Geometricamente rappresenta il punto.
- 2, o Diade. Femminile, indefinito e illimitato. Rappresenta l'opinione (sempre duplice) e, geometricamente, la linea.
- 3, o Triade. Maschile, definito e limitato. Geometricamente rappresenta il piano.
- 4, o Tetrade. Rappresenta la giustizia, in quanto divisibile equamente da entrambe le parti. Geometricamente rappresenta una figura solida.
- 5, o Pentade. Rappresenta vita e potere. La stella iscritta nel pentagono era il simbolo dei pitagorici.
- 10, o Decade. Numero perfetto. Infatti secondo la loro concezione astronomica 10 erano i pianeti e questo numero veniva rappresentato con il tetraktys: il triangolo equilatero di lato 4 sul quale veniva fatto il giuramento di adesione alla scuola.

Questo simbolo del triangolo ebbe un influsso importante persino nell'iconografia paleocristiana dove la stessa figura verrà rappresentata con un occhio al centro.

Particolare riguardo i pitagorici riservavano per la serie dei primi quattro numeri, indicati con il termine di "tetrade" (τετρακτύς - tetraktýs) su cui giuravano e che consideravano la chiave per comprendere l'intero cosmo. Inoltre il 10 "contiene" l'intero universo poiché è dato dalla somma di 1+2+3+4 in cui l'1 rappresenta il punto geometrico, 2 sono i punti necessari per individuare la linea, 3 sono i punti necessari per individuare un piano e 4 per individuare un solido.

Monade
Diade
Triade
Tetrade
Pentade
Decade

### Numeri figurati e geometria
I Pitagorici basavano anche la geometria sulla teoria dei numeri interi. Le figure geometriche erano infatti da essi concepite come formate da un insieme discreto di punti, indivisibili ma dotati di una certa grandezza.

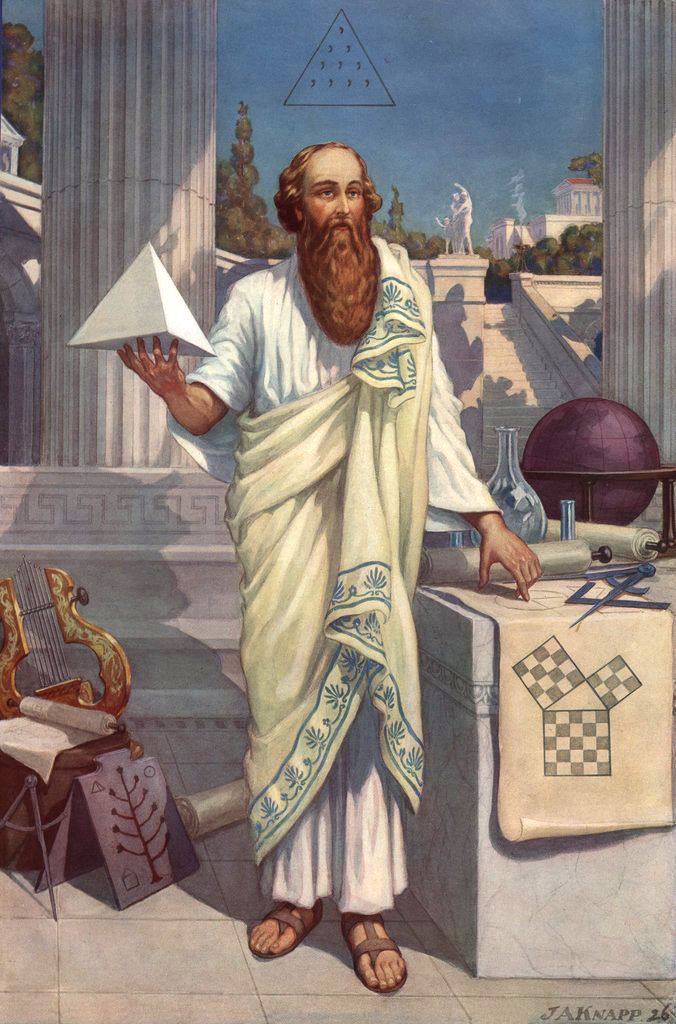
Pitagora raffigurato da John Augustus Knapp.

Esistevano quindi strette relazioni tra i numeri e le forme realizzabili con il corrispondente numero di punti. Un residuo delle concezioni pitagoriche è ancora nella nostra terminologia quando parliamo di numeri quadrati: il 25, ad esempio era considerato quadrato perché disponendo 25 punti in 5 file di 5 si poteva realizzare la forma di un quadrato. I pitagorici non si limitavano però ai numeri quadrati. Consideravano anche i numeri triangolari (ottenuti sommando interi consecutivi a partire da 1; erano cioè triangolari i numeri 1, 3, 6, 10, 15, ...), i numeri gnomoni, ossia i numeri dispari (con i quali si poteva formare una figura costituita da due bracci eguali ortogonali collegati da un punto), numeri poligonali e così via.
Tra i vari numeri e le figure corrispondenti, sussistevano relazioni allo stesso tempo aritmetiche e geometriche: ad esempio sommando due numeri triangolari consecutivi si ottiene un quadrato; sottraendo da un quadrato il quadrato immediatamente minore si ottiene uno gnomone; sommando un certo numero di gnomoni consecutivi a partire da 1 si ottiene un quadrato.
Tutta la matematica pitagorica entrò in crisi in seguito alla scoperta di grandezze incommensurabili. Tale scoperta, avvenuta all'interno della scuola e attribuita in genere a Ippaso di Metaponto, impediva infatti di considerare tutte le grandezze come multiple della stessa grandezza punto.

### La sfera
La scuola aveva una profonda venerazione verso la sfera. Questo solido era la rappresentazione materiale dell'Armonia. Ciò era dovuto all'osservazione della caratteristica della sfera: tutti i punti sono equidistanti dal centro, che rappresenta il fulcro, e con la stessa "forza" tengono insieme la sfera.

## Anatomia
I pitagorici rivoluzionarono la concezione dell'anatomia umana. Introdussero con Alcmeone di Crotone la teoria encefalocentrica che indicava il cervello come organo centrale delle sensazioni.
Furono infatti i primi a dare importanza a questo organo poiché prima, già con gli egizi, era diffusa l'idea che attribuiva tutte le funzioni vitali al cuore.
Inoltre affermarono che tutte le parti del corpo fossero unite da una sovrannaturale armonia, la quale componeva l'anima.

## Astronomia, armonia e misticismo
L'avanzata astronomia pitagorica è stata attribuita a Filolao di Crotone e Iceta di Siracusa i quali pensavano che al centro dell'universo vi fosse un immenso fuoco, chiamato Hestia: chiara la similitudine con il Sole che i pitagorici si raffiguravano come un'enorme lente che rifletteva il fuoco e dava calore a tutti gli altri pianeti che giravano attorno ad esso.
Il primo dei pianeti rotanti è l'Anti-Terra, poi la Terra, che non è immobile al centro dell'universo ma è un semplice pianeta, poi il Sole, la Luna, cinque pianeti e infine il cielo delle stelle fisse. L'idea dell'esistenza dell'Anti-Terra probabilmente nasceva con la necessità di spiegare le eclissi ed anche, come sostiene Aristotele, per far arrivare a dieci, il numero sacro, segno della tetraktys, dell'armonia universale, i pianeti ruotanti intorno al fuoco centrale.
Keplero per il suo eliocentrismo si rifece, e ne diede testimonianza, alla teoria cosmologica pitagorica che per primo concepì l'universo come un cosmo un insieme razionalmente ordinato che rispondeva anche ad esigenze mistiche religiose.
I pianeti compiono movimenti armonici secondo precisi rapporti matematici e dunque generano un suono sublime e raffinato. L'uomo sente queste armonie celestiali ma non riesce a percepirle chiaramente, in quanto immerso in esse fin dalla nascita.
Secondo Alcmeone anche l'anima umana è immortale, poiché della stessa natura del Sole, della Luna e degli astri e, come questi si genera dall'armonia musicale di quegli elementi opposti di cui parlerà Simmia, il discepolo di Filolao, nel Fedone platonico.
Il divino è l'anima del mondo e l'etica nasce dall'armonia che è nella giustizia rappresentata da un quadrato che risulta dal prodotto dell'uguale con l'uguale.
L'anima immortale dell'uomo, attraverso successive reincarnazioni, si ricongiungerà all'anima del mondo, alla divinità ma per questo fine il pitagorico dovrà esercitarsi alla contemplazione misterica, derivata dall'orfismo, basata sulla sublime armonia del numero.
La vita contemplativa (bìos theoretikòs) per la prima volta assumeva nel mondo greco un'importanza primaria.

## La crisi della scuola pitagorica
La scoperta, tenuta segreta, delle grandezze incommensurabili, come ad esempio l'incommensurabilità della diagonale con il lato del quadrato, causò la crisi di tutte quelle credenze basate sull'aritmogeometria, sulla convinzione che la geometria trattasse di grandezze discontinue come l'aritmetica.
La leggenda narra che Ippaso di Metaponto avesse rivelato questa segreta difficoltà, confermata dal fatto che l'aritmogeometria non riusciva a risolvere i paradossi del continuo e dell'infinito che per esempio erano alla base delle argomentazioni di Zenone di Elea.
L'aritmetica e la geometria si divisero e divennero autonome.
La crisi della scuola si originava anche da motivi politici: i pitagorici sostenitori dei regimi aristocratici che governavano in numerose città della Magna Grecia furono travolti dalla rivoluzione democratica del 450 a.C. e furono costretti a cercare rifugio in Grecia dove fondarono la comunità pitagorica di Fleio o si stabilirono a Taranto dove con Archita rimasero fino alla metà del IV secolo a.C. A Siracusa operarono Ecfanto e Iceta, a Tebe Filolao, Simmia e Cebete, a Locri Timeo.

## La comunità pitagorica e il pitagorismo dopo Pitagora

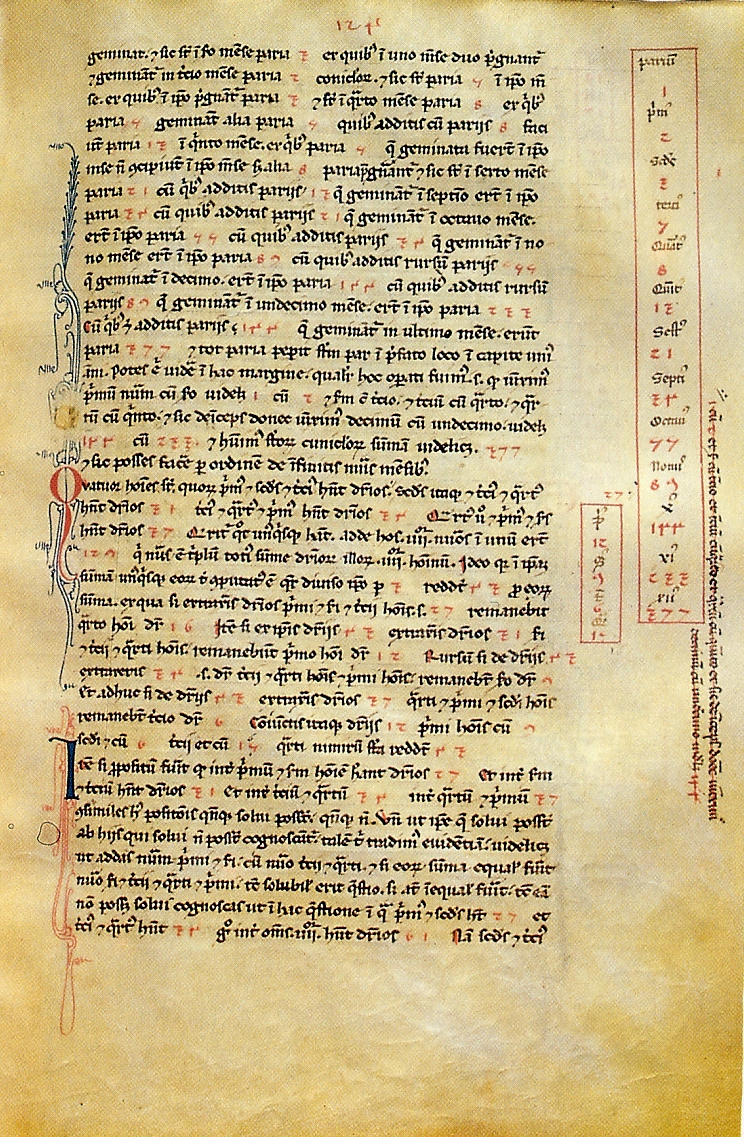
Una pagina del Liber Abaci di Fibonacci (dalla Biblioteca Nazionale di Firenze), cresciuto nell'entusiasmo del mondo medievale per la numerologia pitagorica.

La setta pitagorica come già detto si distingueva in due rami, indicati in seguito come "pitagorici" in senso stretto, e "pitagoristi" ovvero semplici acusmatici. I primi rappresentavano il nucleo esoterico più vicino all'insegnamento del maestro, mentre i secondi consistevano in coloro che si limitavano a seguirne gli insegnamenti essenziali dal di fuori: è probabile che la maggioranza dei suoi seguaci a Crotone nel VI secolo a.C. sia appartenuto a questa seconda categoria.
Tale selettività, unita a una distanza della comunità pitagorica dal resto della cittadinanza e al fatto che i pitagorici detenessero la guida politica di molte città dell'Italia meridionale, alla lunga non poteva che generare conflitti con la restante comunità cittadina. Una prima rivolta contro i pitagorici fu guidata da un aristocratico crotonese, Cilone, escluso per ragioni fisiognomiche dalla cerchia stretta degli "iniziati". Tale ribellione avrebbe costretto Pitagora e i pitagorici ad abbandonare Crotone per Metaponto. Ristabilito il controllo "pitagorico" sulla città, i seguaci di Cilone tornarono all'attacco incendiando l'abitazione di uno di questi in cui si erano riuniti. Nell'incendio sopravvissero solo due pitagorici, Archippo e Liside, che riuscirono a fuggire. Le fonti non sono tuttavia molto chiare, ma sembra emergere che intorno alla prima metà del V secolo a.C. presso alcune colonie della Magna Grecia si sia scatenato un vero e proprio pogrom contro le comunità pitagoriche che per questa ragione si dispersero e, infine, scomparvero.
Una ripresa delle loro dottrine si ebbe col neopitagorismo ellenistico-romano che ne accentuò l'aspetto pratico, morale e religioso, rispetto a quello matematico e scientifico, seguendo in questo l'orientamento degli "acusmatici", la setta più diffusa e conosciuta, che rivolgevano maggiore attenzione agli aspetti prescrittivi e cultuali degli insegnamenti di Pitagora.
Tra i neopitagorici si annoverano figure come Publio Nigidio Figulo, Nicomaco di Gerasa, e soprattutto Apollonio di Tiana, dopodiché loro corrente si fonderà col neoplatonismo, estendendo la sua influenza fino all'età medievale e moderna.
L'alchimista Marsilio Ficino vide una linea ininterrotta di continuità fra la mistica dell'orfismo e la speculazione intellettuale dei pitagorici, che avrebbe poi attraversato Socrate, Platone, Aristotele, il neoplatonismo e il Cristianesimo. Il tentativo di conciliare tutte queste scuole di pensiero in una religione filosofica universale fu ripreso anche dall'umanista Pico della Mirandola.

### Testi
- Giamblico, La vita pitagorica, con testo greco a fronte, Rizzoli ISBN 88-17-16825-4
- Giamblico, Summa pitagorica, Bompiani 2006, ISBN 88-452-5592-1
- Maria Timpanaro Cardini (a cura di), Pitagorici antichi: testimonianze e frammenti con un aggiornamento bibliografico e indici a cura di Giuseppe Girgenti, Milano, Bompiani 2010 (prima edizione 1958).
- I presocratici. Prima traduzione integrale con testi originali a fronte delle testimonianze e dei frammenti di Hermann Diels e Walther Kranz, a cura di Giovanni Reale, Milano: Bompiani, 2006.

### Studi
- Alberto Gianola, Il sodalizio pitagorico di Crotone, Bologna, Zanichelli, 1904.
- Vincenzo Capparelli, Il messaggio di Pitagora: il pitagorismo nel tempo, Edizioni Studio Tesi, 1990, ISBN 88-272-0588-8
- Carl A. Huffman (ed.), A History of Pythagoreanism, Cambridge University Press, 2014.
- Frank Jacob: "Die Pythagoreer: Wissenschaftliche Schule, religiöse Sekte oder politische Geheimgesellschaft?", in: Frank Jacob (a cura di): Geheimgesellschaften: Kulturhistorische Sozialstudien / Secret Societies: Comparative Studies in Culture, Society and History, Globalhistorische Komparativstudien Bd.1, Comparative Studies from a Global Perspective Vol. 1, Königshausen&Neumann, Würzburg 2013, pp. 17–34.
- Charles H. Kahn, Pythagoras and the Pythagoreans. A Brief History, Indianapolis, Hackett, 2001.
- Giorgio Manganelli; Cortellessa A. (cur.), La favola pitagorica, Adelphi 2005, ISBN 88-459-1947-1
- Simone Notargiacomo, Medietà e proporzione, Milano, Lampi di Stampa, 2009, ISBN 978-88-488-0935-1.
- Christoph Riedweg, Pythagoras: Leben–Lehre–Nachwirkung, In italiano: Pitagora. Vita, dottrina e influenza, presentazione, traduzione e apparati a cura di Maria Luisa Gatti, Milano, Vita e Pensiero, 2007. L'opera è significativamente dedicata a Walter Burkert, Monaco di Baviera, 2002.
- Holger Thesleff, An Introduction to the Pythagorean Writings of the Hellenistic Period, Abo Akademi 1961.